# Strophurus williamsi
Strophurus williamsi är en ödleart som beskrevs av  Arnold Girard Kluge 1963. Strophurus williamsi ingår i släktet Strophurus och familjen geckoödlor. Inga underarter finns listade i Catalogue of Life.